# Róbert Zimonyi
Róbert Zimonyi   (Sárvár, 18 d'abril de 1918 - Miami, 2 de febrer de 2004) fou un remer hongarès, posteriorment nacionalitzat estatunidenc, que va competir entre les dècades de 1940 i 1960 i que va disputar tres edicions dels Jocs Olímpics.
El 1948, als Jocs de Londres, fent equip amb Antal Szendey i Béla Zsitnik, guanyà la medalla de bronze en la prova de dos amb timoner del programa de rem. En aquests mateix Jocs quedà eliminat en semifinals de la prova del quatre amb timoner. El 1952, als Jocs de Hèlsinki, tornà a disputar dues proves del programa de rem, el dos amb timoner i el vuit amb timoner. En ambdues quedà eliminat en semifinals.
Després de la Revolució Hongaresa de 1956 es va traslladar als Estats Units, on aconseguí la nacionalitat el 1962. Amb equips americans va guanyar una medalla d'or en la competició del vuit amb timoner dels Jocs Olímpics d'Estiu de 1964, una medalla de bronze en el vuit amb timoner del Campionat d'Europa de rem de 1965 i una medalla d'or en el quatre amb timoner als Jocs Panamericans de 1967.